# Tokugawa Yoshinori
Tokugawa Yoshinori (徳川 義宜, 4 juillet 1858-24 novembre 1875) est un daimyo de la fin de l'époque d'Edo à la tête du domaine d'Owari. Il est le troisième fils de Yoshikatsu Tokugawa lui-même quatorzième seigneur d'Owari.

## Source de la traduction
- (en) Cet article est partiellement ou en totalité issu de l’article de Wikipédia en anglais intitulé « Tokugawa Yoshinori » (voir la liste des auteurs).